# Kazuma Takai
Kazuma Takai (japanisch 高井 和馬 Takai Kazuma; * 5. August 1994 in der Präfektur Chiba) ist ein japanischer Fußballspieler.

## Karriere
Takai erlernte das Fußballspielen in der Universitätsmannschaft der Nippon Sport Science University. Seinen ersten Vertrag unterschrieb er 2017 bei Thespakusatsu Gunma. Der Verein aus 
Kusatsu spielte in der zweithöchsten Liga des Landes, der J2 League. Für den Verein absolvierte er 39 Ligaspiele. 2018 wechselte er zum Ligakonkurrenten Tokyo Verdy. Für den Verein absolvierte er drei Ligaspiele. Im Juli 2018 unterschrieb er in Yamaguchi einen Vertrag beim Ligakonkurrenten Renofa Yamaguchi FC. Für Yamaguchi absolvierte er 136 Zweitligaspiele. Im Januar 2022 unterschrieb er einen Vertrag beim ebenfalls in der zweiten Liga spielenden Mito Hollyhock. Für den Verein aus Mito absolvierte er in der Hinrunde 18 Ligaspiele. Im Juli 2022 kehrte er zu seinem ehemaligen Verein Renofa Yamaguchi zurück. Nach einer Saison, in der er 16 Zweitligaspiele absolvierte, unterschrieb er im Januar 2023 einen Vertrag beim Erstligaaufsteiger Yokohama FC. Am Ende der Saison 2023 musste er mit dem Verein aus Yokohama als Tabellenletzter in die zweite Liga absteigen.